# キャッチアップ
『キャッチアップ』は、TBSおよび静岡放送（SBS）で、1980年代中期から1993年3月まで、毎週月曜から金曜深夜に放送されていた情報番組。東京やその近郊の街や注目の人物、物などを幅広く扱った番組。丸井の単独提供であった。

## 内容
毎回、その日毎にコンセプトを提示、そのコンセプトに沿って注目の街や人、物などをテンポ良く紹介していく。
「Catcher（キャッチャー）」と呼ばれた女性リポーターが1人から複数名出演し、リポートしていく。またCatcherの女性たちが駆け出しのモデルや女優であったため、この番組への出演がきっかけとなり、その後活躍した者もいる。特に際立っていたのが森口博子である。
当初、講談社の『HotDogPRESS』のテレビ版として告知されていたため、「協力：HotDogPRESS」とのクレジットが表示されていた（誌面で番組紹介をされていた時期もあった）。
なお、丸井一社提供番組であったため、番組中では必ず「丸井からのインフォメーション」が（CMとは別に）挟まれていた。

## 出演者
｢Catcher｣（番組リポーター）
- 上沢由紀
- 萩原祥加
- 松本まみ[1]
- 森口博子
- 友田まみこ
- ソフィー甘利
- 浩野はるい
- 長田江身子
- 岩間沙織
- 比嘉ひとみ
- 増田守人
- 宇徳敬子
- 中川雅世

男性の場合には、「Catcher Homme（キャッチャー・オム）」と称することもあった。
｢丸井インフォメーション｣担当
- 守口文子
- 太田幸子
- 加藤由美
- 森川さくら

## 放送時間
- 毎週月曜 - 木曜24:30 - 24:40
- 毎週金曜24:35 - 24:45

## ネット局
- TBS
- 静岡放送（SBS）：1988年からネット開始

## 雑記
- 関東ローカルで始まった番組であるが、途中の1988年から（当時丸井が4店舗存在していた）静岡地区でもネットが始まった。[2]
- この番組の後、TBSでの「丸井一社提供枠」は時間が早まり、平日22:54から6分枠（正味本編約2分）の『スポーツホットライン』（1994年4月から1998年3月）へと移行した。また、同時ネット局であった静岡放送での「丸井一社提供枠」は、この番組の終了をもってなくなっている。